# ディナール (トルコ)
ディナール（トルコ語: Dinar）は、トルコ、エーゲ海地方、アフィヨンカラヒサール県の町および、地区である。アフィヨンカラヒサール県の県都であるアフィヨンカラヒサールからは南南西に約100キロメートル離れたところにある。
ディナールは、メンデレス川源流の近くの廃都ケライナイ＝アパメア（古代ギリシア語: Κελαιναι-Απαμεια, Celaenae-Apàmea）に建設された。ギリシャ神話中、アポローンとマルシュアースが音楽で競ったのは、ケライナイでのことである。
今日、ディナールは郊外の小さな町で、限られた施設しか整備されていない。特にMw 6.2、死者数90人程度を記録した1995年の地震は、人口の流出を生じさせた。ディナールはアンカラやイスタンブールからアンタルヤへ移動するときの分岐点であり、乗用車は止まる必要がないが、多くのトラックはここで足を止めねばならない。
ディナールは民謡に富み、複数の民謡（トルコ語で türkü）がよく知られている。